# Су-37
Су-37 (по кодификации НАТО: Flanker-F — «Фланкер-Ф») — экспериментальный сверхманевренный истребитель четвёртого поколения с передним горизонтальным оперением (ПГО) и двигателями с УВТ. Создан на базе истребителя Су-27М. 
Первый полёт Су-37 с двигателями УВТ состоялся 2 апреля 1996 года, его выполнил лётчик-испытатель Евгений Фролов. Единственный лётный экземпляр (заводской шифр самолёта Т10М-11, б/н 711), построенный ещё в конце 1993 года, разбился в одном из испытательных полётов 19 декабря 2002 года, когда на нём стояли обычные двигатели без УВТ, для отработки других систем. Программа прекращена.
Параллельно, с учётом наработанного, реализовывалась программа по созданию самолёта Су-35 с двигателями АЛ-41Ф1С с УВТ (первый полёт 19 февраля 2008 года, поставка первых 12 самолётов 12 февраля 2014 года).

## Основные отличия отСу-27М
- основное отличие — установка двигателей с управляемым вектором тяги АЛ-31ФП (разработанных в НПО «Сатурн»), именно это и позволило достичь высоких маневренных характеристик;
- соответствующие доработки систем управления самолётом;
- новое информационно-управляющее поле кабины лётчика: четыре крупноформатных жидкокристаллических цветных (в отличие от Су-27М, где индикаторы монохромные) многофункциональных индикатора и широкоугольный индикатор на лобовом стекле;
- усовершенствованная оптико-электронная прицельная система истребителя, включающая тепловизор, совмещённый с лазерным дальномером-целеуказателем;
- Ручка управления самолётом (РУС) находится не по центру, между ног, а является джойстком на правой консоли, по образу и подобию F-16.

При создании Су-27М и Су-37 использованы новые алюминиево-литиевые сплавы, значительно расширено применение композиционных материалов по сравнению с Су-27. Для самолёта разработано новое крыло с увеличенной относительной толщиной, позволяющее разместить больший объём топлива.
В ходе лётных испытаний самолёт Су-37 продемонстрировал уникальные манёвренные возможности. Впервые были отработаны новые манёвры, связанные с выходом на сверхбольшие углы атаки и околонулевые скорости:
- разворот в плоскости симметрии на 360° («Чакра Фролова»);
- форсированный (за время, меньшее 10 секунд) боевой разворот;
- поворот на вертикали;
- «Кобра» с углами атаки 150—180°;
- «Колокол»;
- переворот с потерей высоты до 300—400 м.

Иными словами, в ближнем воздушном бою Су-37 может развернуться практически «на месте», в то время как его противнику придётся совершать широкий разворот.

## Конструкция[2]
Су-37 выполнен по схеме неустойчивый интегральный триплан, сочетающей нормальную аэродинамическую схему с передним горизонтальным оперением.
- Аэродинамические усовершенствования, применённые на самолёте, позволили добиться снижения нагрузок на фюзеляж и корневые части крыла, что обеспечило достижения перегрузки в 10 g без усиления конструкции планера.

- Переднее горизонтальное оперение (ПГО) способно отклоняться в диапазоне углов -50/+10 градусов. При помощи ПГО возможно управление степенью неустойчивости самолёта, которая меняется в зависимости от нагрузки на внешних узлах подвески. При полётах на малой высоте в турбулентной атмосфере ПГО является пассивным демпфером продольных колебаний и тряски, что повышает безопасность полёта и увеличивает комфорт, а, следовательно, повышает боеспособность лётчика в условиях болтанки. Применение ПГО улучшило устойчивость и управляемость самолётом на больших углах атаки и практически полностью удалось устранить тряску, сильно затрудняющую пилотирование и прицеливание.

- Горизонтальное оперение представляет собой дифференциально отклоняемый стабилизатор, каждая консоль которого имеет собственный быстродействующий электрогидравлический привод.

- Вертикальное оперение истребителя имеет большую высоту и хорду по сравнению с Су-27. Кессоны килей, выполненные из углепластика, являются топливными баками.

- Силовая установка — два двигателя ТРДДФ АЛ-31ФП, мощностью 14500 кгс каждый, двигатель  оснащён устройством управления тяги канала тангажа. От двигателя отходит цифровая электронная система управления, интегрированная с системой управления всего самолёта. Благодаря рассогласованию направления тяги левого и правого двигателей, через систему управления вектором тяги, возможно пилотирование самолётом в плоскостях рыскания и тангажа. На самолёте установлена убирающаяся штанга  топливоприёмника системы  дозаправки в полёте.
- Управление — на самолёте используется цифровая электро-дистанционная система управления с четырёхкратным дублированием (трёхкратно по боковым каналам) — ЭДСУ. Система поддерживает управление всех рулевых поверхностей и отклонение вектора тяги. При этом безопасность полёта автоматическая, поскольку контролируется ограничением перегрузок в сочетании полётного режима и массы. На самолёте дополнительно установлен механизм автоматизированного выхода из штопора.
- БРЭО — бортовое радиоэлектронное оборудование — включает системы, использующие элементы искусственного интеллекта и обеспечивает упреждающее поражение воздушных целей, вне зависимости от габаритов, на дистанциях, гарантирующих возможности ответного удара противника. Су-37 способен обнаружить истребитель противника на расстоянии от 80 до 100 километров. Установленная РЛС осуществляет процесс одновременного обнаружения 15 воздушных целей и управление 6 ракетами класса «воздух-воздух». В состав усовершенствованной оптико-электронной системы прицеливания истребителя входят телевизор и дальномер целеуказатель. Бортовая радиолокационная станция (БРЛС) совмещена с оптико-локационной системой и подключена к усовершенствованному нашлемному прицелу. Они объединены в единый комплекс. Для проведения групповых операций на самолёт установили защищённую автоматическую систему передачи данных о противнике. Она способна координировать все действия группового боя.

Оборонный комплекс истребителя состоит из оптических датчиков, предупреждающих пилота об атакующих ракетах, новой станции радиотехнической разведки, систем активного подавления, работающие в оптическом и радиолокационных диапазонах, и устройства постановки пассивных инфракрасных и радиолокационных помех. 
Автоматизированы все этапы полёта, включая боевое применение по воздушным целям, атаки наземных объектов без входа в зону ПВО противника, противодействие радио- и опто-электронным средствам радио-электронной борьбы (РЭБ). По информации, поступающей от навигационной системы, система автоматического управления (САУ) решает задачи полёта по маршруту с облётом запрограммированных промежуточных пунктов маршрута, возврата на аэродром, предпосадочного маневрирования и захода на посадку до высоты 60 м. Имеется режим автоматического управления полётом на предельно малой высоте, с обходом или облётом наземных препятствий. 
- Вооружение самолёта подразделяется стрелково-пушечное, управляемое ракетное класса «воздух-воздух» и «воздух-поверхность», неуправляемое ракетное и бомбардировочное. Стрелково-пушечное — встроенная автоматическая скорострельная одноствольная пушка калибра 30 мм, с боекомплектом 150 патронов. Ракетное и бомбардировочное вооружение размещается на авиационных пусковых и катапультных устройствах, а также на  балочных держателях, подвешиваемых под консолями крыла, под законцовками крыла, под гондолами двигателей и под центропланом, всего 12 точек. Общая масса вооружения 8000 кг.

## Возможности
Технические решения, реализованные в конструкции истребителя, обеспечивают:
- возможность нанесения предупреждающих ударов по любому воздушному противнику (в том числе и малозаметному самолёту);
- многоканальность и алгоритмическую защищённость всех информационных и прицельных систем;
- атаку наземных целей без входа в зону ПВО малой и средней дальности;
- маловысотный полёт с огибанием рельефа;
- автоматизированные групповые действия по воздушным и наземным целям;
- противодействие радиоэлектронным и оптико-электронным средствам противника;
- автоматизацию всех этапов полёта и боевого применения;
- дозаправку в воздухе: самолёт оснащён убирающейся штангой топливоприёмника.

## Тактико-технические характеристики

### Технические характеристики
- Экипаж: 1 человек
- Длина: 22,183 м
- Размах крыла: 14,698 м
- Высота: 6,35 м
- Площадь крыла: 63,5 м²
- Шасси: 3-точечное
- Масса пустого: 18500 кг
- Нормальная взлётная масса: 25670 кг
- Максимальная взлётная масса: 34000 кг
- Двигатель: 2 × ТРДДФ АЛ-31ФП с управляемым в вертикальной плоскости вектором тяги
- Тяга:
  - на форсаже: 2 × 12500 кгс
- Тяговооружённость:
  - при нормальной взлетной массе: 1,09 кгс/кг
  - при максимальной взлетной массе: 0,82 кгс/кг

### Лётные характеристики
- Максимальная скорость на большой высоте: 2500 км/ч (М=2,35)
- Максимальная скорость у земли: 1400 км/ч
- Дальность полёта: 4000 км
- Боевой радиус: 800 км
- Практический потолок: 18 000 м
- Нагрузка на крыло:
  - при нормальной взлетной массе: 404 кг/м²
  - при максимальной взлетной массе: 535 кг/м²
- Максимальная эксплуатационная перегрузка: +9 G

### Вооружение
- Встроенная пушка: ГШ-30-1
- Боевая нагрузка: до 8000 кг
- Точки подвески: 12
- Подвесное вооружение: 
  - Р-77
  - Р-27
  - Р-60
  - Р-73
  - Х-31
  - Х-29
  - Авиабомбы и кассеты весом до 500 кг

Также на узлах внешней подвески размещаются подвесные топливные баки и различное вооружение, (а также спец. контейнеры с аппаратурой РЭБ, или разведаппаратурой) общей массой до 8000 кг. Всего возможно более 70 вариантов внешней подвески, включающих ракеты класса «воздух-воздух» малой, средней и большой дальности, ракеты «воздух-корабль», «воздух-РЛС» и «воздух-поверхность», а также бомбы и бомбовые кассеты весом до 500 кг.

## Демонстрации и выставки
Су-37 активно демонстрировался на различных российских (МАКС начиная с 1997 и до 2002 года) и международных выставках.

## Авария Су-37
19 декабря 2002 года в лентах информационных агентств прошло сообщение, что Су-35 (он же Су-27М, он же Су-37) потерпел аварию в 80 км от аэродрома Раменское. Лётчик-испытатель Юрий Ващук благополучно катапультировался.
Позже информационное агентство NEWSru.com сообщило, что потерян был самолёт Су-37 с бортовым номером 711. Эта информация противоречит информации, предоставленной начальником пресс-службы Минобороны РФ полковником Николаем Дерябиным, который указал на потерю самолёта Су-35 (он же Су-27М).
Путаница в сообщениях, возможно, была вызвана тем обстоятельством, что Су-37 является модификацией Су-27М (Су-35 — его неофициальное название), на которую устанавливались двигатели с УВТ. А так как на момент аварии с Су-37 были сняты двигатели с УВТ и заменены на серийные АЛ-31Ф от Су-27М, то, по мнению некоторых экспертов, он являлся самолётом Су-35 (Су-27М).

## Модели
В России наиболее известной является модель фирмы «Звезда» в масштабе 1:72

## Интересные факты
- Поворотные сопла позволяют Су-37 разворачиваться вокруг хвоста и делать поворот при этом на 360°.
- Применение автоматизации с элементами искусственного интеллекта позволяет выбирать цели и управлять боем в составе группы и применять необходимую тактику.
- Упоминается в художественном фильме 2005 года «Стелс».
- «Flanker F» — название первого российского гиперкара, созданного автогонщиком Сергеем Кабаргиным[6].